# Angolo solido
In geometria un angolo solido è un'estensione allo spazio tridimensionale del concetto di angolo piano. Esso è definito come ciascuna delle due regioni in cui viene suddiviso lo spazio dalla superficie formata dalle semirette che hanno origine in uno stesso punto (detto vertice dell'angolo solido) e passanti per i punti di una curva chiusa semplice tracciata su una superficie non contenente il vertice. L'unità di misura dell'angolo solido è lo steradiante.
Un caso particolare di angolo solido è l'angoloide poliedrico (o semplicemente angoloide) che si ottiene quando la curva è un poligono. Un angoloide può essere chiamato angoloide quadrico quando ammette che le proprie facce siano tangenti a una quadrica di rotazione, come avviene nel caso dell'angoloide triedrico.

## Misura dell'angolo solido

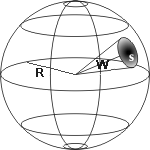
Angolo solido W sotteso in una sfera di raggio R

La misura in steradianti dell'angolo solido {\displaystyle \Omega } è definita come {\displaystyle A/R^{2}}, dove {\displaystyle A} è l'area della porzione di superficie sferica di raggio {\displaystyle R} vista sotto l'angolo {\displaystyle \Omega }. Tale definizione è indipendente dal particolare valore del raggio scelto, ed è un'estensione allo spazio tridimensionale della definizione della misura di un angolo piano {\displaystyle \theta } in radianti come {\displaystyle s/r}, dove {\displaystyle s} è la lunghezza dell'arco di circonferenza di raggio {\displaystyle r} sotteso da {\displaystyle \theta }. L'angolo solido sotteso da una superficie generica rispetto a un punto P è dunque equivalente a quello sotteso dalla proiezione della stessa superficie su una sfera di raggio qualsiasi centrata in P.
Dalla precedente definizione consegue che l'angolo solido sotteso dall'intera superficie sferica misura {\displaystyle 4\pi }. Per avere la misura in gradi quadrati si moltiplica il valore in steradianti per {\displaystyle (180/\pi )^{2}}, ovvero per {\displaystyle \approx 3282,8}. Quindi tutta la sfera corrisponde a circa 41253 gradi quadrati.

## Esempi
- Nel caso di un cono di apertura {\displaystyle \alpha }, la misura dell'angolo solido {\displaystyle \Omega } rispetto al vertice è uguale a:

{\displaystyle \Omega =2\pi \left(1-\cos {\frac {\alpha }{2}}\right).}
Caso particolare è l'angolo solido sotteso da mezza sfera, cioè da un angolo pari a {\displaystyle \pi }. La formula diventa:
{\displaystyle \Omega =2\pi \left(1-\cos {\frac {\pi }{2}}\right)=2\pi (1-0)=2\pi ,}
che è uguale alla metà di {\displaystyle 4\pi } che è l'intero angolo solido.
- Una semplice formula per calcolare la misura dell'angolo solido sotteso di un triangolo di vertici {\displaystyle {\mathbf {R} }_{1}}, {\displaystyle {\mathbf {R} }_{2}} e {\displaystyle {\mathbf {R} }_{3}} e visto dall'origine è stata formulata da Oosterom e Strackee:

{\displaystyle \tan \left({\frac {\Omega }{2}}\right)={\frac {|{\mathbf {R} }_{1}\cdot ({\mathbf {R} }_{2}\times {\mathbf {R} }_{3})|}{R_{1}R_{2}R_{3}+({\mathbf {R} }_{1}\cdot {\mathbf {R} }_{2})R_{3}+({\mathbf {R} }_{2}\cdot {\mathbf {R} }_{3})R_{1}+({\mathbf {R} }_{3}\cdot {\mathbf {R} }_{1})R_{2}}},}
dove:
{\displaystyle {\mathbf {R} }_{i}} è la rappresentazione vettoriale del punto {\displaystyle i};
{\displaystyle R_{i}} denota la distanza del punto {\displaystyle i} dall'origine (norma euclidea di {\displaystyle {\mathbf {R} }_{i}});
{\displaystyle {\mathbf {R} }_{i}\cdot {\mathbf {R} }_{j}} denota il prodotto scalare;
{\displaystyle {\mathbf {R} }_{i}\times {\mathbf {R} }_{j}} denota il prodotto vettoriale;
{\displaystyle |\cdot |} denota il valore assoluto.
{\displaystyle \Omega } è anche l'area del triangolo che giace in una sfera centrata nell'origine e di raggio unitario, avente come lati i segmenti di intersezione della sfera con i piani passanti per l'origine e due vertici.
Il segno del numeratore (prima della valutazione del modulo) indica se dall'origine è visibile la faccia interna del triangolo ({\displaystyle +}) o la faccia esterna ({\displaystyle -}). L'orientazione del triangolo è definita tramite l'orientazione dei suoi vertici (senso orario o antiorario).
Nota bene: nel caso in cui il denominatore risultasse negativo, l'arcotangente restituirebbe un valore negativo, a cui deve essere aggiunto {\displaystyle \pi }. 
Il sole e la luna sono visti dalla Terra all'incirca sotto lo stesso angolo solido, che corrisponde più o meno a 1/100000 della volta celeste.